# Bénigne Fournier
Pour les articles homonymes, voir Fournier.
Bénigne Fournier, né le 9 mai 1897 à Sombernon (Côte d'Or) et mort le 8 août 1957 dans la même localité, est un homme politique français.

## Biographie
Né en 1897 d'une famille de cultivateurs, Bénigne Fournier poursuit à l'école Saint-Joseph de Dijon ses études commencées à l'école communale de Sombemon, lorsque éclate la première guerre mondiale.
Il est conseiller général du canton de Sombernon de 1945 à 1957 et sénateur de la Côte-d'Or de 1948 à 1957.

## Détail des fonctions et des mandats
Mandats parlementaires
- 7 novembre 1948 - 19 juin 1955 : Sénateur de la Côte-d'Or
- 19 juin 1955 - 8 août 1957 : Sénateur de la Côte-d'Or